# خانات خوقند
در نیمۀ دوم سدۀ هجدهم وضعیت اجتماعی–سیاسی درۀ فرغانه بسیار پیچیده بود. در آنزمان قبایل قرقیز در محدودۀ جغرافیایی فرغانه به چندین گروه سیاسی تقسیم می‌شدند.
قبایل جنوبی قرقیزستان به همراه سایر قبایل از جمله ازبک‌ها، قبچاق‌ها، تاجیک‌ها و دیگران در درۀ فرغانه می‌زیستند.
تمام این قبایل فعالانه در بنیان‌گذاری دولت خوقند در سال ۱۷۰۹ میلادی مشارکت داشتند.
تا پایان سدۀ هجدهم میلادی درۀ فرغانه، پامیر، بدخشان، استروشن، جیزک و خجند به خوقند ملحق شدند و از آنزمان به بعد قرقیز‌ها باشندگان دائمی این کشور شدند.
نخستین جنگ سپاهیان روس با دولت خوقند بسال ۱۲۶۷ه‍.ق/۱۸۵۰م روی داد و از ۱۸۶۶م به بعد قلمرو خان خوقند منحصر به‌ولایت فرغانه شد و آنهم در ۱۲۹۳ه‍.ق/۱۸۷۶م ملحق به روسیه گردید.
در سال ۱۸۹۸، محمد الخلیفه کبیر (۹۸-۱۸۵۶) معروف به «ایشان مادالی»، در آسیای میانه در حدود ۲٬۰۰۰ نفر شورشی را تقریباً تا لحظۀ شکست رهبری کرد. مادالی شهرت و اعتباری در محل کسب کرده بود، و در سال ۱۸۹۸م افراد وی به چند پادگان روسی حمله بردند. آنان می‌خواستند روس‌ها را قلع و قمع کنند و خانات خوقند را دوباره بر پا دارند، اما به‌سرعت پراکنده شدند و مادالی اعدام شد.

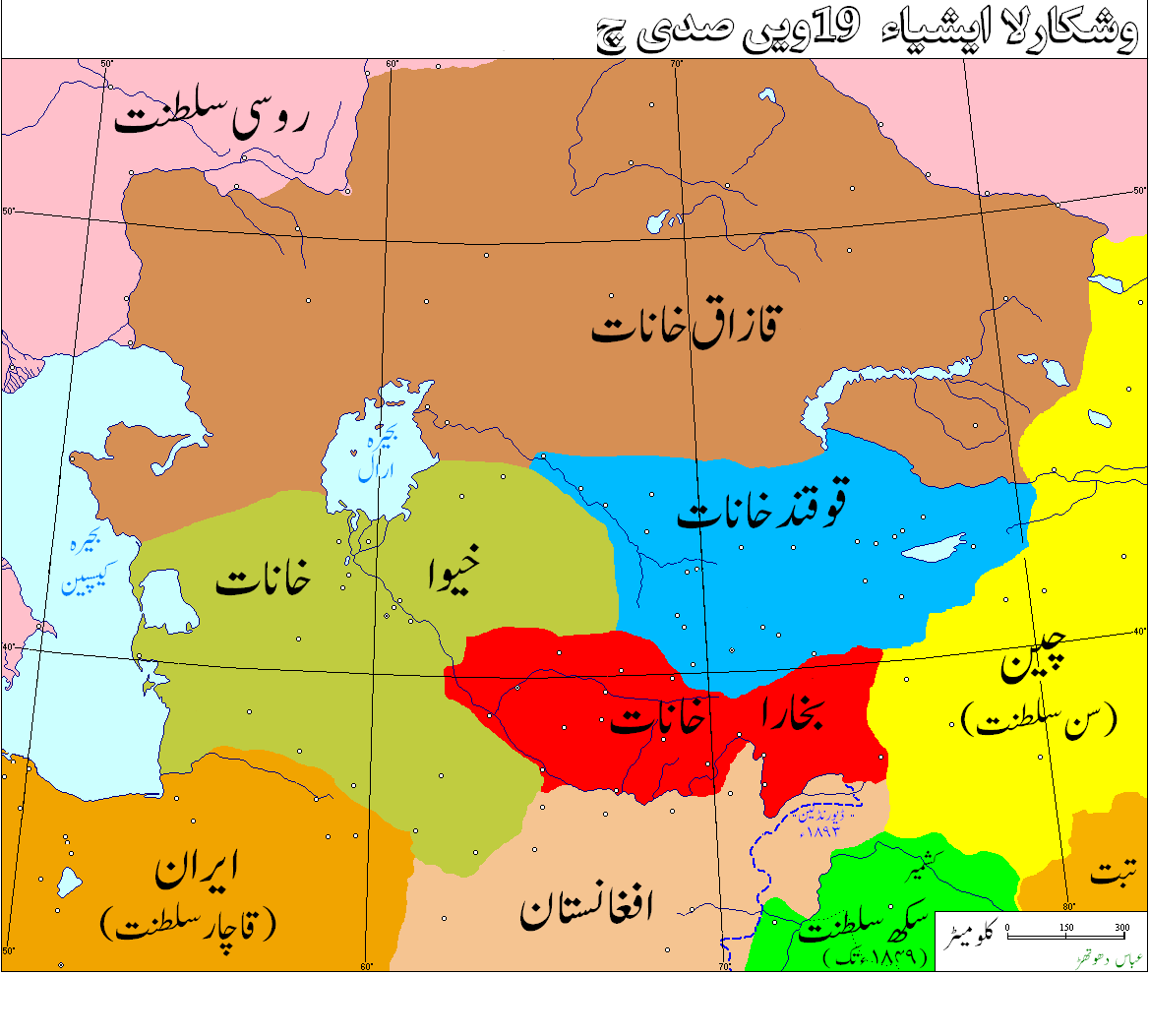
قلمرو کشورهای آسیای مرکزی در قرن نوزدهم میلادی

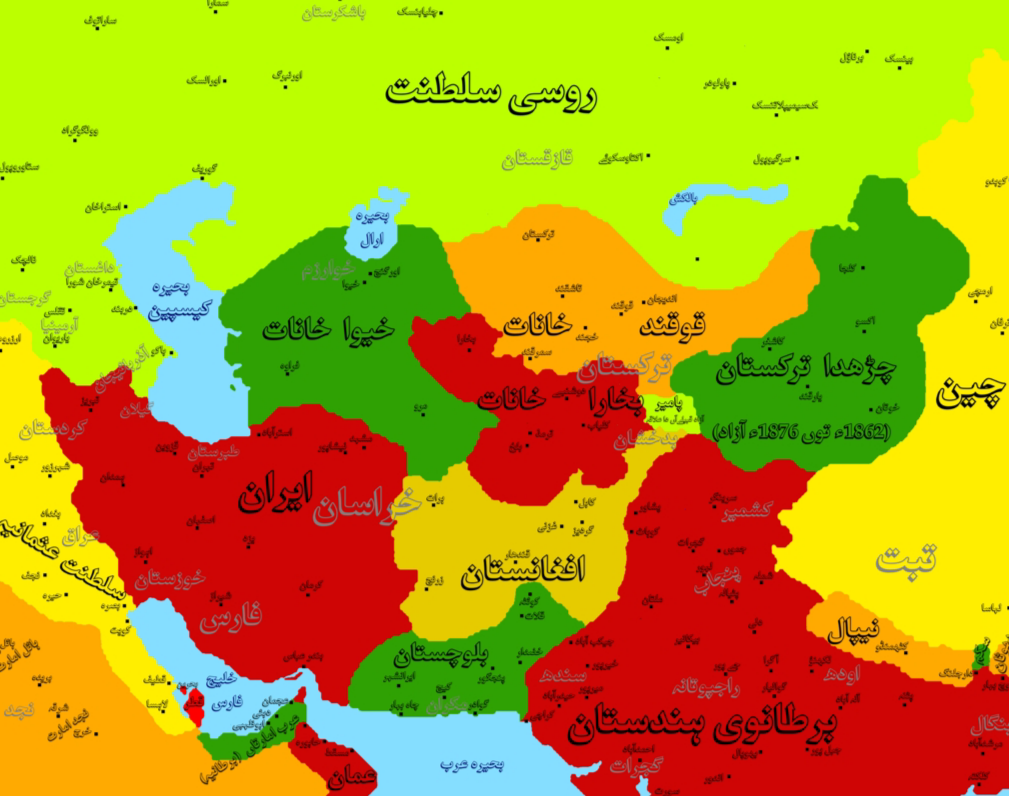
قلمرو کشورهای منطقه در سال ۱۸۷۰ میلادی. مشخص شدن قلمرو کشور خوقند با عنوان "قوقند خانات"